# Emilie Hucht
Emilie Hucht (* 30. März 1920 in Mannheim; † 7. April 2014 ebenda) war eine deutsche Kommunalpolitikerin. Nach dem Zweiten Weltkrieg war sie jahrzehntelang Initiatorin und Vorkämpferin der Jugend- und Sozialarbeit in Mannheim.

## Leben
Emilie Hucht wuchs als Tochter eines Schuhmachers in der Mannheimer Schwetzingerstadt auf. Obwohl sie eine begabte Schülerin war, konnten ihr die Eltern den Besuch einer höheren Schule nicht ermöglichen. Sie besuchte die Sprachklasse der Schillerschule und danach mit 14 Jahren die Nähschule der Niederbronner Schwestern. Von 1939 bis 1945 und später nochmals zwischen 1954 und 1979 war Emilie Hucht in der Personalabteilung einer größeren Firma tätig.
Emilie Hucht war vom christlichen Glauben, insbesondere von der Katholischen Soziallehre, tief überzeugt und setzte sich deshalb zeitlebens für sozial Schwächere und Benachteiligte ein. Sie erwarb die Missio canonica und erteilte neben ihrer Berufstätigkeit außerschulischen Religionsunterricht.
In ihren Jugendjahren hatte sie in einem Singkreis die Caritas-Mitarbeiterin Line Eid kennengelernt, die sich in der Zeit des Nationalsozialismus mutig für die katholische Jugendarbeit engagierte und in dem von ihr gegründeten Singkreis auch Liedgut der Jugendbewegung pflegte, das offiziell verboten war. Im Jahr 1945 wurde Emilie Hucht Nachfolgerin von Line Eid als hauptamtliche Dekanatsjugendleiterin der katholischen Jugend in Mannheim. Dort konzentrierte sie ihre Arbeit in den Nachkriegsjahren insbesondere auf den (Wieder-)Aufbau der christlichen Jugendarbeit und war Mitbegründerin des Jugendverbandes Christliche Arbeiterjugend (CAJ). Diese Tätigkeit übte sie bis 1954 aus.
Hucht engagierte sich zudem mehr als 20 Jahre lang in der Kommunalpolitik. Von 1968 bis 1989 war sie als CDU-Mitglied Stadträtin in Mannheim und setzte sich als „das soziale Gewissen der CDU“ außer für die Jugendarbeit immer besonders für die Belange der Arbeitnehmerschaft ein. Emilie Hucht war maßgeblich beteiligt an der Gründung der Jugendberufshilfevereine „Förderband e.V.“ und „Arbeit für alle e.V.“. Mitte der 1980er Jahre gab sie den Anstoß dazu, dass sich verschiedene Wohlfahrtsverbände zu einem Trägerverein für das neue Gemeinschaftszentrum im Stadtteil Jungbusch zusammentaten, ein damals völlig neuer Ansatz.
Wegen ihrer Bürgernähe, Geradlinigkeit und Verlässlichkeit wurde sie über die Parteigrenzen hinweg geschätzt. Für ihr langjähriges und vielfältiges politisches und gesellschaftliches Engagement wurde Emilie Hucht mehrfach geehrt. Im Jahr 1980 erhielt sie die „Bürgermedaille“ und im Jahr 2000 den Ehrenring der Stadt Mannheim. Am 23. Oktober 1987 wurde ihr durch Hermann Mühlbeyer, den damaligen Stuttgarter Staatssekretär im Arbeits- und Sozialministerium, das Bundesverdienstkreuz am Bande verliehen.
Emilie Hucht starb im April 2014 im Alter von 94 Jahren in Mannheim.

## Ehrungen
- 1980 Bürgermedaille der Stadt Mannheim[1]
- 1987 Bundesverdienstkreuz am Bande[1]
- 1993 Ehrennadel in Gold der Christlich-Demokratischen Arbeitnehmerschaft (CDA)[2]
- 2000 Ehrenring der Stadt Mannheim[1]
- 2000 Lorenz-Werthmann-Medaille des Deutschen Caritasverbandes[2]
- 2005 Umbenennung des katholischen Jugendwohnheims in Emilie-Hucht-Haus[1]
- Ehrenvorsitzende der CDA Mannheim